# إطلاق النار في جاكسونفيل 2023
في 26 أغسطس 2023، قُتل ثلاثة أشخاص برصاص مسلح في إطلاق نار جماعي وقع في متجر دولار جنرال (Dollar General) في جاكسونفيل (فلوريدا). أشارت السلطات إلى أنّ المُسلّح يُدعى رايان كريستوفر بالمتر (بالإنجليزية: Ryan Christopher Palmeter)‏، الموصوف بأنه ذكر بالغ أبيض في أوائل العشرينات من عمره. أطلق النار على نفسه بعد أن تحصّن في أحد المكاتب. يُعتقد أن الحادثة كانت ذات دوافع عنصرية، وهي قيد التحقيق حاليًا باعتبارها جريمة كراهية.

## إطلاق النار
وفقًا للشرطة، فإنه بحلول الساعة 11:39 صباحًا بالتوقيت المحلي، كان المسلح المزعوم قد غادر منزل والديه في مقاطعة كلاي (فلوريدا). في الساعة 12:48 ظهرًا، وصل المشتبه به إلى جامعة إدوارد ووترز وأصدر مقطع فيديو على تيك توك يظهر فيه وهو يرتدي سترة تكتيكية. في الساعة 12:55 ظهرًا وصل أمن الحرم الجامعي إلى موقعه وطلب تحديد هويته، ولم يتمكّن المشتبه به من التعريف عن نفسه وغادر موقف السيارات على الساعة 12:57 ظهرًا، وكان ضابط أمن الحرم الجامعي يراقبه عند مغادرته على الساعة 12:58 ظهرًا. قبل الساعة 1:08 مساءً، أبلغ ضابط الحرم الجامعي ضابط شرطة الذي بدأ بعد ذلك في تفعيل تنبيه (BOLO).
على الساعة 1:08 مساءً انطلق تنبيه (ShotSpotter 911) لعدد 11 جولة، بسبب إطلاق المشتبه به 11 طلقة على الزجاج الأمامي لسيارة خارج متجر دولار جنرال، مما أسفر عن مقتل الضحية الأولى. ثم دخل المشتبه به المتجر وقتل ضحية أخرى. تُظهر اللقطات الأمنية أنه كان يرتدي سترة تكتيكية وغطاء للوجه وقفازات مطاطية زرقاء وجهاز حماية السمع أثناء إطلاق النار. في ذلك الوقت فرّ العديد من الأشخاص عبر المخرج الخلفي للمتجر، وخرج المشتبه به من نفس الباب بعد فترة وجيزة. على الساعة 1:09 مساءً تم إطلاق تنبيه (ShotSpotter) من جولة واحدة، تلاه عودة المشتبه به إلى المتجر من خلال الباب الخلفي ومحاولة إطلاق النار على كاميرا أمنية. في ذلك الوقت، تم إجراء أول مكالمة على الرقم 911 على الساعة 1:10 مساءً، دخل ضحيتان أخريان المتجر من الباب الأمامي على الساعة 1:13 مساءً، قتل المشتبه به إحدى الضحايا التي دخلت المتجر، ثم طارد ضحية أخرى في أنحاء المتجر وأطلق النار عليها لكنه فقدها. تمكنت الضحية التي تمت مطاردتها من الخروج من الباب الخلفي، وتبعها المشتبه به، وأطلق النار من نفس الباب، ثم عاد إلى المبنى.
على الساعة 1:14 مساءً، دخل المشتبه به المكتب، وفي الساعة 1:18 مساءً، أرسل رسالة نصية إلى والده ليطلب منه استخدام مفك البراغي للدخول إلى غرفته، حيث عثر الأب على وصية أخيرة ورسالة انتحار في جهاز الكمبيوتر المحمول الخاص به. في الساعة 1:19 بعد الظهر، بعد 11 دقيقة من بدء الحادث، دخل ضباط الشرطة المبنى وسمعوا طلقة واحدة، يشتبه في أنها تعود للمشتبه به الذي انتحر. اتصل والدا المسلح لاحقًا بالشرطة على الساعة 1:53 ظهرًا. وفي الساعة 3:44 مساءً، أكدت فرقة التدخل السريع وفاة المشتبه به.. تم العثور على ما لا يقل عن ثلاثة بيانات فوق جسده، بما في ذلك تلك الموجهة إلى والديه، ووسائل الإعلام، والعملاء الفيدراليين. كان جميع الضحايا الثلاثة الذين قتلوا من السود، وهو ما يتوافق مع نية قتل الأشخاص من هذا العرق كما زُعم أنه موجود في بيانات مطلق النار.
عرضت شرطة جاكسونفيل صورًا لسلاح المسلح المزعوم من طراز AR-15 الذي يحمل صليبًا معقوفًا وإهانات عنصرية مرسومة باللون الأبيض، ومسدس جلوك بدون أي علامات من هذا القبيل. حصل الشخص على كلا السلاحين بشكل قانوني من خلال رخصة الأسلحة النارية الفيدرالية ((FFL)، والذي يتطلب إجراء فحص الخلفية، بين أبريل ويونيو 2023.

## الضحايا
توفي ثلاثة أشخاص بالرصاص، وهم ذكران يبلغان من العمر 19 و29 عامًا، وأنثى تبلغ من العمر 52 عامًا، وجميعهم من ذوي البشرة السمراء.

## مُرتكِبُ الجريمة
يُشتبه في أن مطلق النار هو ريان كريستوفر بالميتر (28 نوفمبر 2001 - 26 أغسطس 2023)، ووُصف بأنه رجل بالغ أبيض يبلغ من العمر 21 عامًا من أورنج بارك، فلوريدا، وقد عاش في منطقة مزرعة أوكليف في جاكسونفيل قبل أن يقتل نفسه أثناء إطلاق النار. في عام 2016، زُعم أنه كان موضوع مكالمة غير محددة من الشرطة المحلية. وفي عام 2017، زُعم أنه كان موضوع دعوة لقانون بيكر ‏، الذي يستخدم لوضع الأشخاص تحت الاحتجاز غير الطوعي لفحص الصحة العقلية لمدة تصل إلى 72 ساعة. قبل الهجوم، زُعم أنه أصدر بيانًا استخدم فيه إهانة لوصف السود، معربًا عن رغبته في قتلهم.

## ردود الفعل
صرّح الرئيس جو بايدن بعد مقتل ثلاثة سود بالرصاص في جريمة كراهية في جاكسونفيل فلوريدا، يوم الأحد، أن "التفوق الأبيض ليس له مكان في أمريكا"، كما تم الإخبار أن المسلح الأبيض قد تم إبعاده عن كلية أو جامعة تاريخية للسود (HBCU) قبل إطلاق النار على متجر دولار جنرال.